# Mercedes-Benz Arena (Shanghai)
Pour la salle sportive polyvalente située à Stuttgart en Allemagne, voir Mercedes-Benz Arena. Pour celle à Berlin en Allemagne, voir Mercedes-Benz Arena (Berlin).
La Mercedes-Benz Arena (en chinois : 梅赛德斯-奔驰文化中心) est une salle sportive polyvalente située à Shanghai en Chine. 
La salle a une capacité de 18 000 places et dispose de 82 suites de luxe.

## Événements
- Exposition universelle de 2010